# Arasdammen
Arasdammen (azerbajdzjanska: Araz su anbarı, persiska: سد ارس) är en dammanläggning med ett vattenkraftverk vid Nachitjevan i sydvästra  Azerbajdzjan på gränsen till Iran. Den dämmer upp floden Aras och bildar den 145 kvadratkilometer stora Arasreservoaren. 
Dammen, som byggdes i samarbete mellan Sovjetunionen och Iran, är en fyllnadsdamm med en kärna av lera. Den började byggas år 1964 och var klar 1971. 
Vattenkraftverket har en effekt på 44 MW uppdelat på fyra turbiner, två i Azerbajdzjan och två i Iran. Reservoaren  används förutom för elproduktion även för bevattning.